# Rhagodes karschi
Espèce
Rhagodes karschi est une espèce de solifuges de la famille des Rhagodidae.

## Distribution
Cette espèce est endémique de Tanzanie. Elle se rencontre dans la steppe masaï.

## Description
Le mâle holotype mesure 35 mm.

## Étymologie
Cette espèce est nommée en l'honneur de Ferdinand Karsch.

## Publication originale
- Kraepelin, 1899 : Zur systematik der Solifugen. Mitteilungen aus dem Naturhistorischen Museum in Hamburg, vol. 16, p. 197-259 (texte intégral).